# Alberto Benavides de la Quintana
Alberto Benavides de la Quintana (Lima, 21 de octubre de 1920 - 12 de febrero de 2014) fue un ingeniero, empresario minero y político peruano.

## Biografía
Su padre es el abogado y magistrado Alberto Benavides Diez Canseco, hermano de la Primera dama Francisca Benavides Diez Canseco (esposa del presidente Óscar R. Benavides Larrea) y María Benavides Diez Canseco (esposa del reconocido arquitecto polaco Ricardo de Jaxa Malachowski). Su madre fue Blanca de la Quintana Cichero, hija del exministro de Hacienda y Comercio Ismael de la Quintana Elías y de Ángela Cichero Danely. 
Hizo sus estudios primarios y secundarios en el Colegio de la Inmaculada de Lima, entre 1927 y 1936. 
En 1945, se casó con Elsa Ganoza de la Torre, hija de Eduardo Ganoza y Ganoza (que fue vicepresidente del Perú entre 1945 y 1948) y sobrina de Víctor Raúl Haya de la Torre. De este matrimonio nacieron cinco hijos: Elsa Blanca Benavides Ganoza (esposa de José Miguel Morales Dasso), Alberto Benavides Ganoza, Mercedes Benavides Ganoza, Roque Benavides Ganoza y Raúl Benavides Ganoza.
Sus estudios superiores los realizó en la antigua Escuela de Ingenieros del Perú, hoy Universidad Nacional de Ingeniería, graduándose en la Promoción 1941. Fue becado por la Cerro de Pasco Corporation para hacer una maestría en Geología en la Universidad de Harvard y a su regreso fue contratado por aquella empresa, donde trabajó hasta 1953. Ese año fundó la Compañía de Minas Buenaventura iniciando así la exploración de mina de plata de Julcani. Posteriormente se incorporaron las minas Recuperada, Uchuchaccua y Orcopampa.
Luego de once años, la Cerro de Pasco Corporation lo nombró Presidente de la Empresa y siete años más tarde dejó este cargo y aceptó la invitación de la Pontificia Universidad Católica del Perú para organizar la Sección Minas de la Facultad de Ciencias e Ingeniería. 
Entre 1953 y 1964 y de 1971 a 2001, fue Gerente General de Buenaventura, que fue la primera empresa minera latinoamericana en cotizar en la Bolsa de Valores de Nueva York, desde 1996. También fue director general, así como Presidente del Directorio, de 1981 a 2011, cuando cedió el cargo a su hijo Roque Benavides Ganoza.
En 1995, fue nombrado como Embajador en Misión Especial ante Estados Unidos y Canadá para dar a conocer la posición peruana en el Conflicto limítrofe entre el Perú y el Ecuador.
Alberto Benavides de la Quintana ofreció su capacidad profesional en la dirección de importantes instituciones como la Sociedad Geológica del Perú (1961-1963 y 1974-1975), el Instituto Científico Tecnológico Minero - INCITEME (1975-1976) y el INGEMMET (1980-1985). Director de Telefónica del Perú desde diciembre de 1998. 
Su fortuna, calculada por algunos en US$ 5 00 millones, fue estimada en US$ 2 000 millones por la revista Forbes, ubicándolo, junto a su familia, en el quinto puesto de los más ricos del Perú.
También participó en actividades cívicas, ocupando cargos como:
- Teniente Alcalde de Cerro de Pasco (1945-1946)
- Alcalde de Cerro de Pasco (1948-1949)
- Teniente Alcalde de la Ciudad de Lima (1975-1977),
- Director del Banco Central de Reserva del Perú (1977-1978),
- Director de Corporación Financiera de Desarrollo (1978-1980),
- Presidente del Comité de Privatización para CENTROMIN PERU (1992-1994)
- Director del Banco Central de Reserva del Perú (1992).

## Premios y reconocimientos
- Premio IPAE (1977).
- Condecoración Orden de la Ingeniería del Colegio de Ingenieros del Perú (1994).
- Medalla de Honor del Congreso de la República del Perú en el grado de Gran Oficial - 24 de julio de 2002.
- Condecoración Orden del Trabajo del Ministerio de Trabajo y Promoción del Empleo del Perú en el grado de Gran Oficial (2004).
- Doctor honoris causa de la Universidad Nacional San Luis Gonzaga de Ica.
- Académico Honorario de la Academia Peruana de la Lengua (2006).
- Doctor honoris causa de la Universidad Nacional Daniel Alcides Carrión - Cerro de Pasco (2011).[4]

## Publicaciones
- El cultivo del talento. Una historia de buenaventura, 2023.

## Árbol genealógico
|  |                                                           |  |  |  |  |  |  |  |  |  |  |  |  |  |  |  |
|  | 16. Tadeo Benavides Vilches                               |  |  |  |  |  |  |  |  |  |  |  |  |  |  |  |
|  |                                                           |  |  |  |  |  |  |  |  |  |  |  |  |  |  |  |
|  |                                                           |  |  |  |  |  |  |  |  |  |  |  |  |  |  |  |
|  | 8. Manuel Francisco Benavides Canduela                    |  |  |  |  |  |  |  |  |  |  |  |  |  |  |  |
|  |                                                           |  |  |  |  |  |  |  |  |  |  |  |  |  |  |  |
|  |                                                           |  |  |  |  |  |  |  |  |  |  |  |  |  |  |  |
|  | 17. María Lucila Canduela y Guisasola-Orihuela            |  |  |  |  |  |  |  |  |  |  |  |  |  |  |  |
|  |                                                           |  |  |  |  |  |  |  |  |  |  |  |  |  |  |  |
|  |                                                           |  |  |  |  |  |  |  |  |  |  |  |  |  |  |  |
|  | 4. Alfredo Benavides Cornejo                              |  |  |  |  |  |  |  |  |  |  |  |  |  |  |  |
|  |                                                           |  |  |  |  |  |  |  |  |  |  |  |  |  |  |  |
|  |                                                           |  |  |  |  |  |  |  |  |  |  |  |  |  |  |  |
|  | 18.                                                       |  |  |  |  |  |  |  |  |  |  |  |  |  |  |  |
|  |                                                           |  |  |  |  |  |  |  |  |  |  |  |  |  |  |  |
|  |                                                           |  |  |  |  |  |  |  |  |  |  |  |  |  |  |  |
|  | 9. Francisca Cornejo del Carpio                           |  |  |  |  |  |  |  |  |  |  |  |  |  |  |  |
|  |                                                           |  |  |  |  |  |  |  |  |  |  |  |  |  |  |  |
|  |                                                           |  |  |  |  |  |  |  |  |  |  |  |  |  |  |  |
|  | 19.                                                       |  |  |  |  |  |  |  |  |  |  |  |  |  |  |  |
|  |                                                           |  |  |  |  |  |  |  |  |  |  |  |  |  |  |  |
|  |                                                           |  |  |  |  |  |  |  |  |  |  |  |  |  |  |  |
|  | 2. Alberto Benavides Diez Canseco                         |  |  |  |  |  |  |  |  |  |  |  |  |  |  |  |
|  |                                                           |  |  |  |  |  |  |  |  |  |  |  |  |  |  |  |
|  |                                                           |  |  |  |  |  |  |  |  |  |  |  |  |  |  |  |
|  | 20. José Fermín Diez Canseco Nieto                        |  |  |  |  |  |  |  |  |  |  |  |  |  |  |  |
|  |                                                           |  |  |  |  |  |  |  |  |  |  |  |  |  |  |  |
|  |                                                           |  |  |  |  |  |  |  |  |  |  |  |  |  |  |  |
|  | 10. Mariano Carlos Diez Canseco y Gandarillas             |  |  |  |  |  |  |  |  |  |  |  |  |  |  |  |
|  |                                                           |  |  |  |  |  |  |  |  |  |  |  |  |  |  |  |
|  |                                                           |  |  |  |  |  |  |  |  |  |  |  |  |  |  |  |
|  | 21. María Andarillas del Fierro                           |  |  |  |  |  |  |  |  |  |  |  |  |  |  |  |
|  |                                                           |  |  |  |  |  |  |  |  |  |  |  |  |  |  |  |
|  |                                                           |  |  |  |  |  |  |  |  |  |  |  |  |  |  |  |
|  | 5. María Diez-Canseco Coloma                              |  |  |  |  |  |  |  |  |  |  |  |  |  |  |  |
|  |                                                           |  |  |  |  |  |  |  |  |  |  |  |  |  |  |  |
|  |                                                           |  |  |  |  |  |  |  |  |  |  |  |  |  |  |  |
|  | 22. José Ildefonso Coloma y Maldonado                     |  |  |  |  |  |  |  |  |  |  |  |  |  |  |  |
|  |                                                           |  |  |  |  |  |  |  |  |  |  |  |  |  |  |  |
|  |                                                           |  |  |  |  |  |  |  |  |  |  |  |  |  |  |  |
|  | 11. María Isabel Josefa Natalia Coloma Salazar            |  |  |  |  |  |  |  |  |  |  |  |  |  |  |  |
|  |                                                           |  |  |  |  |  |  |  |  |  |  |  |  |  |  |  |
|  |                                                           |  |  |  |  |  |  |  |  |  |  |  |  |  |  |  |
|  | 23. Juana Aliaga Viza - Abuelita de Don Alberto Benavides |  |  |  |  |  |  |  |  |  |  |  |  |  |  |  |
|  |                                                           |  |  |  |  |  |  |  |  |  |  |  |  |  |  |  |
|  |                                                           |  |  |  |  |  |  |  |  |  |  |  |  |  |  |  |
|  | 1. Alberto Benavides de la Quintana                       |  |  |  |  |  |  |  |  |  |  |  |  |  |  |  |
|  |                                                           |  |  |  |  |  |  |  |  |  |  |  |  |  |  |  |
|  |                                                           |  |  |  |  |  |  |  |  |  |  |  |  |  |  |  |
|  | 24. Antonio Nazario de la Quintana y del Villar           |  |  |  |  |  |  |  |  |  |  |  |  |  |  |  |
|  |                                                           |  |  |  |  |  |  |  |  |  |  |  |  |  |  |  |
|  |                                                           |  |  |  |  |  |  |  |  |  |  |  |  |  |  |  |
|  | 12. Juan de Dios de la Quintana Pedemonte                 |  |  |  |  |  |  |  |  |  |  |  |  |  |  |  |
|  |                                                           |  |  |  |  |  |  |  |  |  |  |  |  |  |  |  |
|  |                                                           |  |  |  |  |  |  |  |  |  |  |  |  |  |  |  |
|  | 25. María Martina de las Mercedes Pedemonte y Talavera    |  |  |  |  |  |  |  |  |  |  |  |  |  |  |  |
|  |                                                           |  |  |  |  |  |  |  |  |  |  |  |  |  |  |  |
|  |                                                           |  |  |  |  |  |  |  |  |  |  |  |  |  |  |  |
|  | 6. Ismael de la Quintana Elías                            |  |  |  |  |  |  |  |  |  |  |  |  |  |  |  |
|  |                                                           |  |  |  |  |  |  |  |  |  |  |  |  |  |  |  |
|  |                                                           |  |  |  |  |  |  |  |  |  |  |  |  |  |  |  |
|  | 26. Raymundo Elías Quintana                               |  |  |  |  |  |  |  |  |  |  |  |  |  |  |  |
|  |                                                           |  |  |  |  |  |  |  |  |  |  |  |  |  |  |  |
|  |                                                           |  |  |  |  |  |  |  |  |  |  |  |  |  |  |  |
|  | 13. Mercedes Elías Carbajo                                |  |  |  |  |  |  |  |  |  |  |  |  |  |  |  |
|  |                                                           |  |  |  |  |  |  |  |  |  |  |  |  |  |  |  |
|  |                                                           |  |  |  |  |  |  |  |  |  |  |  |  |  |  |  |
|  | 27. Manuela de Carbajo Balbuena y Galagarza               |  |  |  |  |  |  |  |  |  |  |  |  |  |  |  |
|  |                                                           |  |  |  |  |  |  |  |  |  |  |  |  |  |  |  |
|  |                                                           |  |  |  |  |  |  |  |  |  |  |  |  |  |  |  |
|  | 3. Blanca de la Quintana Cichero                          |  |  |  |  |  |  |  |  |  |  |  |  |  |  |  |
|  |                                                           |  |  |  |  |  |  |  |  |  |  |  |  |  |  |  |
|  |                                                           |  |  |  |  |  |  |  |  |  |  |  |  |  |  |  |
|  | 28.                                                       |  |  |  |  |  |  |  |  |  |  |  |  |  |  |  |
|  |                                                           |  |  |  |  |  |  |  |  |  |  |  |  |  |  |  |
|  |                                                           |  |  |  |  |  |  |  |  |  |  |  |  |  |  |  |
|  | 14. Juan Bautista Cichero                                 |  |  |  |  |  |  |  |  |  |  |  |  |  |  |  |
|  |                                                           |  |  |  |  |  |  |  |  |  |  |  |  |  |  |  |
|  |                                                           |  |  |  |  |  |  |  |  |  |  |  |  |  |  |  |
|  | 29.                                                       |  |  |  |  |  |  |  |  |  |  |  |  |  |  |  |
|  |                                                           |  |  |  |  |  |  |  |  |  |  |  |  |  |  |  |
|  |                                                           |  |  |  |  |  |  |  |  |  |  |  |  |  |  |  |
|  | 7. Angela Cichero Danery                                  |  |  |  |  |  |  |  |  |  |  |  |  |  |  |  |
|  |                                                           |  |  |  |  |  |  |  |  |  |  |  |  |  |  |  |
|  |                                                           |  |  |  |  |  |  |  |  |  |  |  |  |  |  |  |
|  | 30.                                                       |  |  |  |  |  |  |  |  |  |  |  |  |  |  |  |
|  |                                                           |  |  |  |  |  |  |  |  |  |  |  |  |  |  |  |
|  |                                                           |  |  |  |  |  |  |  |  |  |  |  |  |  |  |  |
|  | 15. Manuela Danery                                        |  |  |  |  |  |  |  |  |  |  |  |  |  |  |  |
|  |                                                           |  |  |  |  |  |  |  |  |  |  |  |  |  |  |  |
|  |                                                           |  |  |  |  |  |  |  |  |  |  |  |  |  |  |  |
|  | 31.                                                       |  |  |  |  |  |  |  |  |  |  |  |  |  |  |  |
|  |                                                           |  |  |  |  |  |  |  |  |  |  |  |  |  |  |  |
|  |                                                           |  |  |  |  |  |  |  |  |  |  |  |  |  |  |  |